# Analiza moderacji

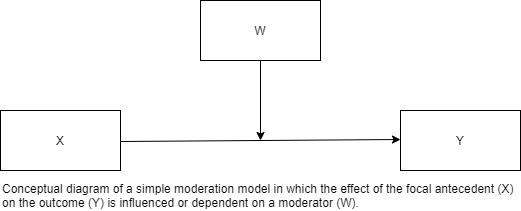
Schemat analizy ścieżkowej przedstawiający związek pomiędzy predyktorem (X) oraz zmienną zależną (Y), moderatorowany przez zmienną W

Analiza moderacji (ang.  Moderation Analysis) – procedura statystyczna będącą specyficzną formą analizy ścieżkowej, w ramach której testuje się, czy związek dwóch zmiennych jest moderowany przez jakąś trzecią zmienną zwaną moderatorem. Moderator to zmienna, której wartość decyduje o kierunku lub sile zależności między predyktorem i zmienną zależną. Analiza moderacji jest wykorzystywana w analizach wielozmiennowych, a więc w sytuacji badania związków pomiędzy co najmniej trzema zmiennymi.
Moderator pomaga udzielić odpowiedzi na pytanie „kiedy?” oraz „dla kogo?” predyktor pozwala przewidywać lub powodować wystąpienie zmiennej zależnej. Analiza moderacji zajmuje ważne miejsce w badaniach psychologicznych, gdyż pozwala dostrzec zmienne moderujące. Tego typu moderatorem związku pomiędzy otrzymaniem wsparcia terapeutycznego a poprawieniem dobrostanu psychicznego może być przykładowo płeć (zakładając, że niektóre formy terapii bardziej odpowiadają kobietom i przynoszą dla nich bardziej pozytywne skutki niż dla mężczyzn).